# 公叔痤
公叔痤（？—前360年），中国战国时期魏国的相国。又作公孙痤或公叔座，历仕魏武侯、魏惠王。

## 生平
公叔痤在前任国相商文，又名田文（并非孟尝君）死后，担任魏国国相，并娶魏国公主为妻。当时吴起在魏国担任西河郡守，威望很高，曾率军伐秦，攻取五座城池，固守西河，屏障魏国，使秦军不敢东向。公叔痤对吴起非常畏忌，便想设计吴起，他的仆人向他建议说：“吴起为人有骨气又重视名誉声望。您可以对魏武侯说您的国土太小，容纳不了吴起这样的人才。当魏武侯问您怎么办时，您就建议魏武侯用下嫁公主的办法试探吴起，如果吴起有长期留在魏国的打算，就一定会迎娶公主，如果没有长期留下来的打算，就一定会推辞。然后您找个机会请吴起到家里来做客，在宴会中故意惹公主发怒，让她当面羞辱您，吴起看到公主这样羞辱您，就肯定不会娶公主了。”公叔采纳了他的建议，吴起见到公主如此羞辱国相，婉言谢绝了魏武侯联姻的邀请。魏武侯从此不再信任吴起。吴起害怕魏武侯降罪，于是离开魏国而到楚国。
前362年，公叔痤在浍水北岸大胜韩赵联军，生擒赵国大将乐祚。魏惠王赏他百万亩田，他推辞，说过去是吴起的教导，现在是巴宁、爨襄之功。于是巴宁、爨襄获赏十万亩，吴起的后代获赏二十万亩，公叔痤获赏四十万亩。前362年，少梁之战，魏败，秦国俘虏公叔痤，后来放回。
公叔痤病重时向魏惠王推荐卫鞅（商鞅），如果不能用，就杀死卫鞅，魏惠王不以为然。公叔痤知道卫鞅不会被重用，让卫鞅逃走，卫鞅说：「魏王既不以为然，不会用我，也不会杀我。」公叔痤去世后，卫鞅到秦国辅佐秦孝公变法成功。